# Kawagoe
Kawagoe (川越市?, Kawagoe-shi) è una città giapponese della prefettura di Saitama, chiamata anche "piccola Edo".
Kawagoe è famosa per le sue patate dolci e la locale "via dei dolciumi" vende dolci e bevande a base di patata (patatine, gelato, caffè e birra). Alcuni dei suoi edifici preservano la vecchia città castello del periodo Edo (tra il XVII e il XIX secolo).

## Storia
La città crebbe intorno al Castello di Kawagoe, che nel periodo dello Shogunato Tokugawa fu il quartier generale del Dominio di Kawagoe. Collegata a Tokyo per via d'acqua lungo il fiume Shingashi e per terra dalla Kawagoe-kaidō prosperò come città di mercanti. Dopo la Restaurazione Meiji divenne per un breve periodo la capitale della prefettura di Kawagoe (1871), quindi di quella di Iruma (1871-1873) e infine fu incorporato in quella di Saitama.
Con l'instaurazione del sistema delle municipalità del 1º aprile 1889 la città moderna di Kawagoe fu creata nel distretto di Iruma. Il 13 maggio 1893 gran parte della città fu distrutta da un incendio e ricostruita usando tecniche dei magazzini tradizionali giapponesi (Kura). 
Il 1º dicembre 1992 Kawagoe si fuse con il vicino villaggio di Senba e ottenne lo stato di città con una popolazione di 30359 persone. Fu la prima municipalità nella prefettura di Saitama ottenere lo stato di città. Nel 1939 fu annesso il villaggio di Tanomozawa. 
Nel corso della seconda guerra mondiale, la città subì danni minori. Nel 1955 si espanse annettendo i villaggi di Yoshino, Furuya, Minamifuruya, Takashina, Fukuhara, Daito, Kasumigseki, Naguwashi and Yamada. Nel dicembre 1999 il vecchio quartiere dei mercanti fu nominato come Gruppo di edifici tradizionali.
Il 1º aprile 2003 Kawagoe fu inserita tra le Città principali del Giappone con un aumento dell'autonomia locale.

## Monumenti e luoghi d'interesse

### Architetture religiose
- Seiya-san Muryōshuji Kita-in (星野山無量寿寺喜多院?), normalmente chiamato semplicemente Kita-in, è un tempio buddhista risalente all'830. Dopo che venne distrutto da un incendio nel 1638, lo shogun Tokugawa Iemitsu donò per la sua ricostruzione uno degli edifici del castello di Edo che venne smantellato e trasferito ed oggi ne costituisce la sala principale[1]. Il tempio comprende anche il Gohyaku Rakan, una radura in cui si trovano 538 statue di discepoli del Buddha (dette Rakan), anche se il letteralmente il nome significa 540 Rakan[1].

### Architetture civili

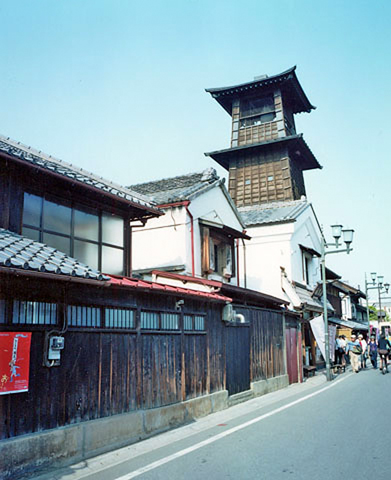
La torre della campana di Kawagoe

- Campana del tempo (時の鐘?, Toki no kane) è una torre campanaria costruita originariamente su ordine di Sakai Tadakatsu (酒井 忠勝?) tra il 1624 e il 1644. La struttura odierna risale al 1894, l'anno dopo l'incendio che distrusse la città. È una torre a tre piani che raggiunge i 16 m di altezza. La torre ha segnato il tempo agli abitanti della città per 350 anni e ne è diventata il simbolo. Suona quattro volte al giorno (6:00, 12:00, 15:00 e 18:00)[3]
- Via dei dolciumi (菓子屋横丁?, Kashiya Yokochō) è una piccola via dove una dozzina di negozi vendono dolciumi e snack tradizionali. Il luogo era un'origine un quartiere dove si trovavano numerosi laboratori dolciari, che avevano spostato qui i laboratori dopo il Grande terremoto del Kantō del 1923.[4]
- Via Kurazukuri (蔵造りの町並み?, Kurazukuri no machinami): vi si trovano numerosi magazzini costruiti nello stile kurazukuri (蔵造り?) e mantiene lo stile del periodo Edo. La città di Kawagoe iniziò a costruire magazzini in questo stile dopo un incendio che distrusse un terzo della vecchia città nel 1893. Nei confini e dintorni della via si possono vedere molti magazzini risalenti al XVII e XIX secolo. In un magazzino tradizionale costruito nel 1893 si trova il Museo Kawagoe Kurazukuri dove i visitatori possono sperimentare la vita dei mercanti dell'epoca Edo[5].

## Cultura

### Istruzione

#### Scuole
- Università di Tokyo - campus di Kawagoe
- Tokyo International University
- Toho College of Music
- Shobi University
- Saitama Medical University – campus di Kawagoe

#### Musei
- 山崎美術館 (Yamazaki Bijutsuken?, Museo d'arte Yamazaki): situato all'interno di un'antica officina di dolciumi, ospita le opere del pittore Hashimoto Gahō (1835-1908)[1]

### Eventi

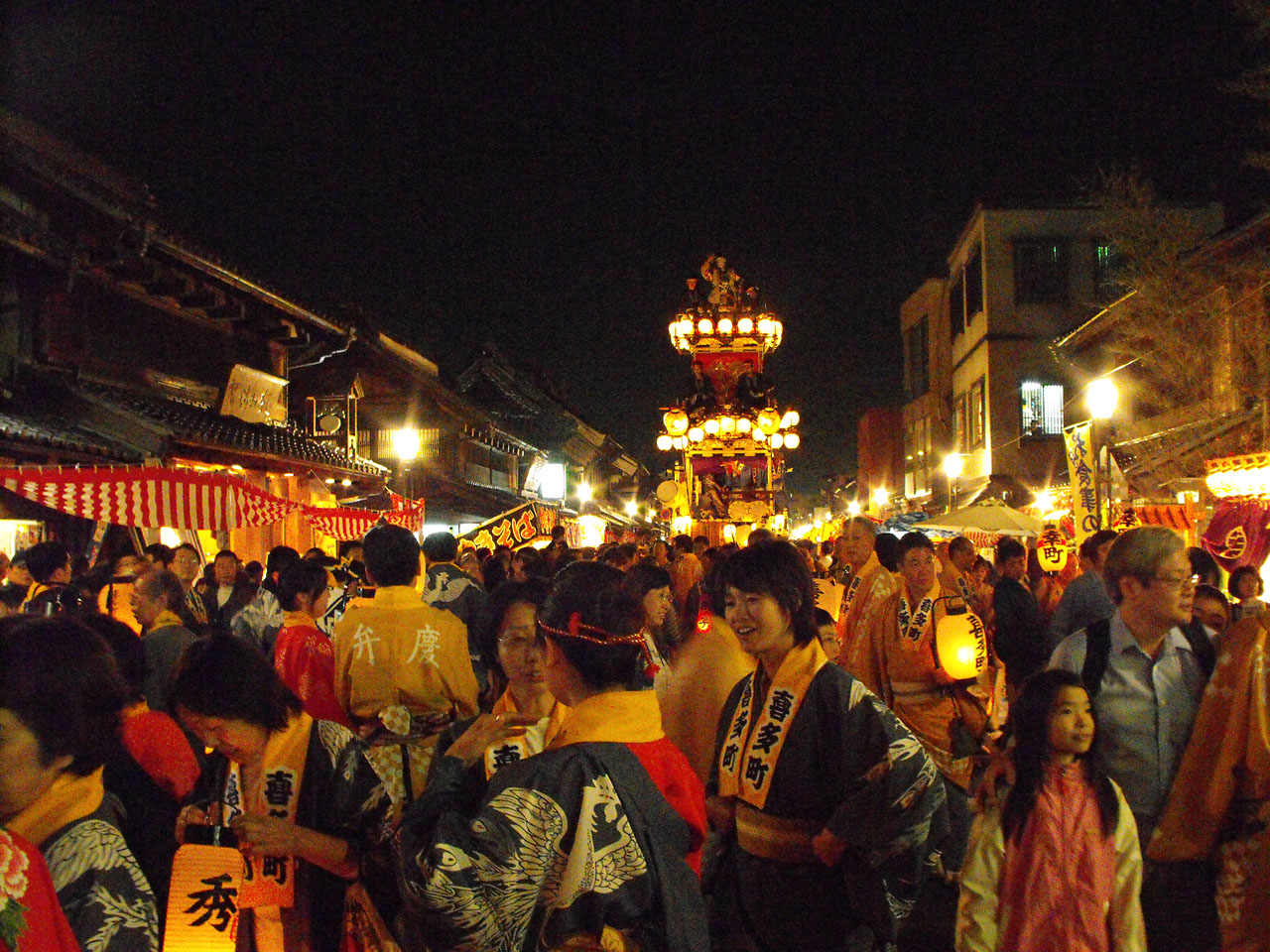
Festival di Kawagoe

Il Kawagoe Matsuri, tenuto dal XVII secolo, si svolge annualmente il terzo fine settimana di ottobre. L'evento principale del festival è una battaglia musicale tra circa 25 carri allegorici (detti daishi). Con altri trentadue matsuri giapponesi, è stato dichiarato patrimonio culturale intangibile

## Infrastrutture e trasporti

### Strade
- Autostrada Kan-Etsu
- Autostrada Ken-Ō
- Strada nazionale 16
- Strada nazionale 254
- Strada nazionale 407

### Ferrovie
- Linea Kawagoe della JR East: stazioni di Kasahata, Matoba, Nishi-Kawagoe, Kawagoe, Minami-Furuya
- Linea Tōbu Tōjō della Ferrovie Tōbu: stazioni di Kasumigaseki, Kawagoeshi, Kawagoe, Shingashi
- Linea Seibu Shinjuku della Ferrovie Seibu: stazioni di Hon-Kawagoe, Minami-Ōtsuka

### Mobilità urbana
La Seibu Bus gestisce linee di autobus urbani.
La città gestisce un servizio di prestito di biciclette nel centro cittadino, con otto punti per il prelievo/parcheggio.

## Sport
- Kasumigaseki Country Club